# FAT16
FAT 16 — стандарт файлової системи, попередник FAT32
Підтримує максимальний розмір розділу — 2 гігабайти. Має кореневий каталог фіксованого розміру (512 записів). При розмірі розділу понад 512 мегабайт не економно використовує місце на диску через великий розмір кластера.
Розпізнається і може використовуватися практично всіма операційними системами, використовуваними на ПК. Дозволяє ущільнювати диск програмою стиснення даних Drivespace.